# Sixième district congressionnel du New Jersey
Le 6e district congressionnel du New Jersey est représenté par le Démocrate Frank Pallone, qui siège au Congrès depuis 1993. Le district comprend les parties nord et est du Comté de Middlesex et les zones côtières du Comté de Monmouth, y compris les villes le long de la Baie de Raritan.
À la suite du processus de redécoupage en 2021, le 6e district est resté similaire à sa configuration précédente, bien qu'il ait gagné les villes libérales de Neptune Township et de Red Bank, tout en perdant la ville plus conservatrice de Marlboro Township, entre autres changements mineurs. Selon les estimations du Cook Political Report, le district est devenu légèrement plus démocrate après le redécoupage.

## Comtés et municipalités dans le district
Pour le 118e Congrès et les successifs (basés sur le redécoupage à la suite du recensement de 2020), le district contient tout ou partie de deux comtés et 38 municipalités.

### Comté de Middlesex(12)
Carteret, Edison, Highland Park, Metuchen, New Brunswick, Old Bridge Township (en partie ; également le 12e), Perth Amboy, Piscataway, Sayreville, South Amboy, South Plainfield, Woodbridge Township.

### Comté de Monmouth(26)
Aberdeen Township, Allenhurst, Asbury Park, Atlantic Highlands, Bradley Beach, Deal, Fair Haven, Hazlet, Highlands, Interlaken, Keansburg, Keyport, Little Silver, Loch Arbour, Long Branch, Matawan, Middletown Township (en partie ; également le 4e), Monmouth Beach, Neptune City, Neptune Township, Oceanport, Red Bank, Rumson, Sea Bright, Union Beach, West Long Branch.

## Historique de vote
| Année | Poste      | Résultats               |
| ----- | ---------- | ----------------------- |
| 2000  | Président  | Gore 61,0 % - 35,0 %    |
| 2004  | Président  | Kerry 57,0 % - 43,0 %   |
| 2008  | Président  | Obama 60,0 % - 39,0 %   |
| 2012  | Président  | Obama 61,0 % - 37,0 %   |
| 2016  | Président  | Clinton 56,0 % - 41,0 % |
| 2017  | Gouverneur | Murphy 54,9 % - 43,0 %  |
| 2020  | Président  | Biden 57,0 % - 41,0 %   |
| 2020  | Sénat      | Booker 57,6 % - 40,1 %  |
| 2021  | Gouverneur | Murphy 51,3 % - 47,7 %  |

## Liste des Représentants du district
| Membre                          | Parti       | Années                              | Congrès     | Histoire électorale | Zone géographique                                                                                          |
| ------------------------------- | ----------- | ----------------------------------- | ----------- | --- | --- |
| District établit le 4 mars 1873 |             |                                     |             | | |
| Marcus Lawrence Ward            | Républicain | 4 mars 1873 - 3 mars 1875           | 43e         | Élu en 1872. Perd sa réélection. | 1873–1893 Essex                                                                                            |
| Frederick H. Teese (en)         | Démocrate   | 4 mars 1875 - 3 mars 1877           | 45e         | Élu en 1874. Renominé mais décline. | 1873–1893 Essex                                                                                            |
| Thomas B. Peddie (en)           | Républicain | 4 mars 1877 - 3 mars 1879           | 45e         | Élu en 1876. Retrait. | 1873–1893 Essex                                                                                            |
| John L. Blake (en)              | Républicain | 4 mars 1879 - 3 mars                | 46e         | Élu en 1878. Retrait. | 1873–1893 Essex                                                                                            |
| Phineas Jones (en)              | Républicain | 4 mars 1881 - 3 mars 1883           | 47e         | Élu en 1880. Retrait. | 1873–1893 Essex                                                                                            |
| William H.F. Fiedler (en)       | Démocrate   | 4 mars 1883 - 3 mars 1885           | 48e         | Élu en 1882. Perd sa réélection. | 1873–1893 Essex                                                                                            |
| Herman Lehlbach (en)            | Républicain | 4 mars 1885 - 3 mars 1891           | 49e - 51e   | Élu en 1884. Réélu en 1886. Réélu en 1888. Retrait. | 1873–1893 Essex                                                                                            |
| Thomas D. English (en)          | Démocrate   | 4 mars 1891 - 3 mars 1895           | 52e , 53e   | Élu en 1890. Réélu en 1892. Perd sa réélection. | 1873–1893 Essex                                                                                            |
| Thomas D. English (en)          | Démocrate   | 4 mars 1891 - 3 mars 1895           | 52e , 53e   | Élu en 1890. Réélu en 1892. Perd sa réélection. | 1893–1895 Ville de Newark                                                                                  |
| Richard W. Parker (en)          | Républicain | 4 mars 1895 - 3 mars 1903           | 54e - 57e   | Élu en 1894. Réélu en 1896. Réélu en 1898. Réélu en 1900. Redécoupage vers le 7e district. | 1895–1903 Newark et East Orange                                                                            |
| William Hughes (en)             | Démocrate   | 4 mars 1903 - 3 mars 1905           | 58e         | Élu en 1902. Perd sa réélection. | 1903–1913 Bergen, Passaic, and Sussex                                                                      |
| Henry C. Allen (en)             | Républicain | 4 mars 1905 - 3 mars 1907           | 59e         | Élu en 1904. Retrait. | 1903–1913 Bergen, Passaic, and Sussex                                                                      |
| William Hughes (en)             | Démocrate   | 4 mars 1907 - 27 septembre 1912     | 60e - 62e   | Élu en 1906. Réélu en 1908. Réélu en 1910. Démissionne après avoir été nommé Juge de la Cour des Plaidoyens Communs. | 1903–1913 Bergen, Passaic, and Sussex                                                                      |
| Vacant                          | Vacant      | 27 septembre 1912 - 5 novembre 1913 | 62e         | | 1903–1913 Bergen, Passaic, and Sussex                                                                      |
| Archibald C. Hart (en)          | Démocrate   | 5 novembre 1912 - 3 mars 1913       | 62e         | Élu pour terminer le mandat de Hughes. Perd sa renomination. | 1903–1913 Bergen, Passaic, and Sussex                                                                      |
| Lewis J. Martin (en)            | Démocrate   | 4 mars 1913 - 5 mai 1913            | 63e         | Élu en 1912. Décès. | 1913–1933 Bergen, Sussex et Warren; partie Nord de Passaic (Bloomingdale, Ringwood, Wanaque, West Milford) |
| Vacant                          | Vacant      | 5 mai 1913 - 22 juillet 1913        | 63e         | | 1913–1933 Bergen, Sussex et Warren; partie Nord de Passaic (Bloomingdale, Ringwood, Wanaque, West Milford) |
| Archibald C. Hart (en)          | Démocrate   | 22 juillet 1913 - 3 mars 1917       | 63e , 64e   | Élu pour terminer le mandat de Martin. Réélu en 1914. Retrait. | 1913–1933 Bergen, Sussex et Warren; partie Nord de Passaic (Bloomingdale, Ringwood, Wanaque, West Milford) |
| John R. Ramsey (en)             | Républicain | 4 mars 1917 - 3 mars 1921           | 65e , 66e   | Élu en 1916. Réélu en 1918. Perd sa renomination. | 1913–1933 Bergen, Sussex et Warren; partie Nord de Passaic (Bloomingdale, Ringwood, Wanaque, West Milford) |
| Randolph Perkins (en)           | Républicain | 4 mars 1921 - 3 janvier 1933        | 67e - 72e   | Élu en 1920. Réélu en 1922. Réélu en 1924. Réélu en 1926. Réélu en 1928. Réélu en 1930. Redécoupage vers le 7e district. | 1913–1933 Bergen, Sussex et Warren; partie Nord de Passaic (Bloomingdale, Ringwood, Wanaque, West Milford) |
| Donald H. McLean (en)           | Républicain | 4 mars 1933 - 3 janvier 1945        | 73e - 78e   | Élu en 1932. Réélu en 1934. Réélu en 1936. Réélu en 1938. Réélu en 1940. Réélu en 1942. Retrait. | 1933–1969 Comté d'Union                                                                                    |
| Clifford P. Case (en)           | Républicain | 3 janvier 1945 - 16 août 1953       | 79e - 83e   | Élu en 1944. Réélu en 1946. Réélu en 1948. Réélu en 1950. Réélu en 1952. Démissionne pour devenir Président du Fond pour la République. | 1933–1969 Comté d'Union                                                                                    |
| Vacant                          | Vacant      | 16 août 1953 - 3 novembre 1953      | 83e         | | 1933–1969 Comté d'Union                                                                                    |
| Harrison A. Williams Jr. (en)   | Démocrate   | 3 novembre 1953 - 3 janvier 1957    | 83e , 84e   | Élu pour terminer le mandat de Case. Réélu en 1954. Perd sa réélection. | 1933–1969 Comté d'Union                                                                                    |
| Florence P. Dwyer               | Républicain | 3 janvier 1957 - 3 janvier 1967     | 85e - 89e   | Élue en 1956. Réélue en 1958. Réélue en 1960. Réélue en 1962. Réélue en 1964. Redécoupage vers le 12e district. | 1933–1969 Comté d'Union                                                                                    |
| William T. Cahill (en)          | Républicain | 3 janvier 1967 - 19 janvier 1970    | 90e , 91e   | Redécoupage depuis le 1er district et réélu en 1966. Réélu en 1968. Démissionne lorsqu'élu Gouverneur. | 1967–1969                                                                                                  |
| William T. Cahill (en)          | Républicain | 3 janvier 1967 - 19 janvier 1970    | 90e , 91e   | Redécoupage depuis le 1er district et réélu en 1966. Réélu en 1968. Démissionne lorsqu'élu Gouverneur. | 1969–1973 Burlington, parties de Camden et Ocean                                                           |
| Vacant                          | Vacant      | 19 janvier 1970 - 3 novembre 1970   | 91e         | | |
| Edwin B. Forsythe (en)          | Républicain | 3 novembre 1970 - 3 janvier 1983    | 91e - 97e   | Élu pour terminer le mandat de Cahill. Réélu en 1972. Réélu en 1974. Réélu en 1976. Réélu en 1978. Réélu en 1980. Redécoupage vers le 13e district. | |
| Edwin B. Forsythe (en)          | Républicain | 3 novembre 1970 - 3 janvier 1983    | 91e - 97e   | Élu pour terminer le mandat de Cahill. Réélu en 1972. Réélu en 1974. Réélu en 1976. Réélu en 1978. Réélu en 1980. Redécoupage vers le 13e district. | 1973–1983 Parties de Burlington, Camden et Ocean                                                           |
| Bernard J. Dwyer (en)           | Démocrate   | 3 janvier 1983 - 3 janvier 1993     | 98e - 102e  | Redécoupage depuis le 15e district et réélu en 1982. Réélu en 1984. Réélu en 1986. Réélu en 1988. Réélu en 1990. Retrait. | 1983–1985 Parties de Middlesex et Union (Linden et Rahway)                                                 |
| Bernard J. Dwyer (en)           | Démocrate   | 3 janvier 1983 - 3 janvier 1993     | 98e - 102e  | Redécoupage depuis le 15e district et réélu en 1982. Réélu en 1984. Réélu en 1986. Réélu en 1988. Réélu en 1990. Retrait. | 1985–1993 Parties de Middlesex, Monmouth (Aberdeen et Matawan), et Union (Linden, Rahway et Roselle)       |
| Frank Pallone                   | Démocrate   | 3 janvier 1993 - Présent            | 103e - 118e | Redécoupage depuis le 3e district et réélu en 1992. Réélu en 1994. Réélu en 1996. Réélu en 1998. Réélu en 2000. Réélu en 2002. Réélu en 2004. Réélu en 2006. Réélu en 2008. Réélu en 2010. Réélu en 2012. Réélu en 2014. Réélu en 2016. Réélu en 2018. Réélu en 2020. Réélu en 2022. | 1993–2003 Parties Middlesex et Monmouth                                                                    |
| Frank Pallone                   | Démocrate   | 3 janvier 1993 - Présent            | 103e - 118e | Redécoupage depuis le 3e district et réélu en 1992. Réélu en 1994. Réélu en 1996. Réélu en 1998. Réélu en 2000. Réélu en 2002. Réélu en 2004. Réélu en 2006. Réélu en 2008. Réélu en 2010. Réélu en 2012. Réélu en 2014. Réélu en 2016. Réélu en 2018. Réélu en 2020. Réélu en 2022. | 2003–2013 Parties de Middlesex, Monmouth, Somerset (Franklin) et Union (Plainfield)                        |
| Frank Pallone                   | Démocrate   | 3 janvier 1993 - Présent            | 103e - 118e | Redécoupage depuis le 3e district et réélu en 1992. Réélu en 1994. Réélu en 1996. Réélu en 1998. Réélu en 2000. Réélu en 2002. Réélu en 2004. Réélu en 2006. Réélu en 2008. Réélu en 2010. Réélu en 2012. Réélu en 2014. Réélu en 2016. Réélu en 2018. Réélu en 2020. Réélu en 2022. | 2013–2023: Parties de Middlesex et Monmouth                                                                |
| Frank Pallone                   | Démocrate   | 3 janvier 1993 - Présent            | 103e - 118e | Redécoupage depuis le 3e district et réélu en 1992. Réélu en 1994. Réélu en 1996. Réélu en 1998. Réélu en 2000. Réélu en 2002. Réélu en 2004. Réélu en 2006. Réélu en 2008. Réélu en 2010. Réélu en 2012. Réélu en 2014. Réélu en 2016. Réélu en 2018. Réélu en 2020. Réélu en 2022. | 2023–Présent Parties de Middlesex et Monmouth                                                              |

## Résultats des récentes élections
Voici les résultats des dix précédents cycles électoraux dans le district.

### 2004
| Élection de 2004 du 6e district congressionnel du New Jersey | Élection de 2004 du 6e district congressionnel du New Jersey | Élection de 2004 du 6e district congressionnel du New Jersey | Élection de 2004 du 6e district congressionnel du New Jersey | Élection de 2004 du 6e district congressionnel du New Jersey |
| ------------------------------------------------------------ | ------------------------------------------------------------ | ------------------------------------------------------------ | ------------------------------------------------------------ | ------------------------------------------------------------ |
| Parti                                                        | Parti                                                        | Candidat                                                     | Votes                                                        | %                                                            |
|                                                              | Démocrate                                                    | Frank Pallone (sortant)                                      | 153 981                                                      | 66,9                                                         |
|                                                              | Républicain                                                  | Sylvester Fernandez                                          | 70 942                                                       | 30,8                                                         |
|                                                              | Indépendant                                                  | Virginia A. Flynn                                            | 2 829                                                        | 1,2                                                          |
|                                                              | Indépendant                                                  | Mac Dara F.X. Lyden                                          | 2 399                                                        | 1,0                                                          |
| Total des votes                                              | Total des votes                                              | Total des votes                                              | 230 151                                                      | 100 %                                                        |
|                                                              | Les Démocrates conservent                                    |                                                              |                                                              |                                                              |

### 2006
| Élection de 2006 du 6e district congressionnel du New Jersey | Élection de 2006 du 6e district congressionnel du New Jersey | Élection de 2006 du 6e district congressionnel du New Jersey | Élection de 2006 du 6e district congressionnel du New Jersey | Élection de 2006 du 6e district congressionnel du New Jersey |
| ------------------------------------------------------------ | ------------------------------------------------------------ | ------------------------------------------------------------ | ------------------------------------------------------------ | ------------------------------------------------------------ |
| Parti                                                        | Parti                                                        | Candidat                                                     | Votes                                                        | %                                                            |
|                                                              | Démocrate                                                    | Frank Pallone (sortant)                                      | 98 615                                                       | 68,6                                                         |
|                                                              | Républicain                                                  | Leigh Ann Bellew                                             | 43 539                                                       | 30,3                                                         |
|                                                              | Indépendant                                                  | Herbert L. Tarbous                                           | 1 619                                                        | 1,1                                                          |
| Total des votes                                              | Total des votes                                              | Total des votes                                              | 143 773                                                      | 100 %                                                        |
|                                                              | Les Démocrates conservent                                    |                                                              |                                                              |                                                              |

### 2008
| Élection de 2008 du 6e district congressionnel du New Jersey | Élection de 2008 du 6e district congressionnel du New Jersey | Élection de 2008 du 6e district congressionnel du New Jersey | Élection de 2008 du 6e district congressionnel du New Jersey | Élection de 2008 du 6e district congressionnel du New Jersey |
| ------------------------------------------------------------ | ------------------------------------------------------------ | ------------------------------------------------------------ | ------------------------------------------------------------ | ------------------------------------------------------------ |
| Parti                                                        | Parti                                                        | Candidat                                                     | Votes                                                        | %                                                            |
|                                                              | Démocrate                                                    | Frank Pallone (sortant)                                      | 164 077                                                      | 66,9                                                         |
|                                                              | Républicain                                                  | Robert E. McLeod                                             | 77 469                                                       | 31,6                                                         |
|                                                              | Indépendant                                                  | Herb Tarbous                                                 | 3 531                                                        | 1,4                                                          |
| Total des votes                                              | Total des votes                                              | Total des votes                                              | 245 077                                                      | 100 %                                                        |
|                                                              | Les Démocrates conservent                                    |                                                              |                                                              |                                                              |

### 2010
| Élection de 2010 du 6e district congressionnel du New Jersey | Élection de 2010 du 6e district congressionnel du New Jersey | Élection de 2010 du 6e district congressionnel du New Jersey | Élection de 2010 du 6e district congressionnel du New Jersey | Élection de 2010 du 6e district congressionnel du New Jersey |
| ------------------------------------------------------------ | ------------------------------------------------------------ | ------------------------------------------------------------ | ------------------------------------------------------------ | ------------------------------------------------------------ |
| Parti                                                        | Parti                                                        | Candidat                                                     | Votes                                                        | %                                                            |
|                                                              | Démocrate                                                    | Frank Pallone (sortant)                                      | 81 933                                                       | 54,7                                                         |
|                                                              | Républicain                                                  | Anna C. Little                                               | 65 413                                                       | 43,7                                                         |
|                                                              | Indépendant                                                  | Jack Freudenheim                                             | 1 299                                                        | 0,9                                                          |
|                                                              | Indépendant                                                  | Karen Anne Zaletel                                           | 1 017                                                        | 0,7                                                          |
| Total des votes                                              | Total des votes                                              | Total des votes                                              | 149 662                                                      | 100 %                                                        |
|                                                              | Les Démocrates conservent                                    |                                                              |                                                              |                                                              |

### 2012
| Élection de 2012 du 6e district congressionnel du New Jersey | Élection de 2012 du 6e district congressionnel du New Jersey | Élection de 2012 du 6e district congressionnel du New Jersey | Élection de 2012 du 6e district congressionnel du New Jersey | Élection de 2012 du 6e district congressionnel du New Jersey |
| ------------------------------------------------------------ | ------------------------------------------------------------ | ------------------------------------------------------------ | ------------------------------------------------------------ | ------------------------------------------------------------ |
| Parti                                                        | Parti                                                        | Candidat                                                     | Votes                                                        | %                                                            |
|                                                              | Démocrate                                                    | Frank Pallone (sortant)                                      | 151 782                                                      | 63,3                                                         |
|                                                              | Républicain                                                  | Anna Little                                                  | 84 360                                                       | 35,2                                                         |
|                                                              | Libertarien                                                  | Len Flynn                                                    | 1 392                                                        | 0,6                                                          |
|                                                              | Indépendant                                                  | Karen Zaletel                                                | 868                                                          | 0,4                                                          |
|                                                              | Indépendant                                                  | Mac Dara Lyden                                               | 830                                                          | 0,3                                                          |
|                                                              | Réforme                                                      | Herbert Tarbous                                              | 406                                                          | 0,2                                                          |
| Total des votes                                              | Total des votes                                              | Total des votes                                              | 239 638                                                      | 100 %                                                        |
|                                                              | Les Démocrates conservent                                    |                                                              |                                                              |                                                              |

### 2014
| Élection de 2014 du 6e district congressionnel du New Jersey | Élection de 2014 du 6e district congressionnel du New Jersey | Élection de 2014 du 6e district congressionnel du New Jersey | Élection de 2014 du 6e district congressionnel du New Jersey | Élection de 2014 du 6e district congressionnel du New Jersey |
| ------------------------------------------------------------ | ------------------------------------------------------------ | ------------------------------------------------------------ | ------------------------------------------------------------ | ------------------------------------------------------------ |
| Parti                                                        | Parti                                                        | Candidat                                                     | Votes                                                        | %                                                            |
|                                                              | Démocrate                                                    | Frank Pallone (sortant)                                      | 72 190                                                       | 59,9                                                         |
|                                                              | Républicain                                                  | Anthony E. Wilkinson                                         | 46 891                                                       | 38,9                                                         |
|                                                              | Libertarien                                                  | Dorit Goikhman                                               | 1 376                                                        | 1,2                                                          |
| Total des votes                                              | Total des votes                                              | Total des votes                                              | 239 638                                                      | 100 %                                                        |
|                                                              | Les Démocrates conservent                                    |                                                              |                                                              |                                                              |

### 2016
| Élection de 2016 du 6e district congressionnel du New Jersey | Élection de 2016 du 6e district congressionnel du New Jersey | Élection de 2016 du 6e district congressionnel du New Jersey | Élection de 2016 du 6e district congressionnel du New Jersey | Élection de 2016 du 6e district congressionnel du New Jersey |
| ------------------------------------------------------------ | ------------------------------------------------------------ | ------------------------------------------------------------ | ------------------------------------------------------------ | ------------------------------------------------------------ |
| Parti                                                        | Parti                                                        | Candidat                                                     | Votes                                                        | %                                                            |
|                                                              | Démocrate                                                    | Frank Pallone (sortant)                                      | 167 895                                                      | 63,7                                                         |
|                                                              | Républicain                                                  | Brent Sonnek-Schmelz                                         | 91 908                                                       | 34,9                                                         |
|                                                              | Vert                                                         | Rajit B. Malliah                                             | 1 912                                                        | 0,7                                                          |
|                                                              | Libertarien                                                  | Judith Shamy                                                 | 1 720                                                        | 0,7                                                          |
| Total des votes                                              | Total des votes                                              | Total des votes                                              | 263 435                                                      | 100 %                                                        |
|                                                              | Les Démocrates conservent                                    |                                                              |                                                              |                                                              |

### 2018
| Élection de 2018 du 6e district congressionnel du New Jersey | Élection de 2018 du 6e district congressionnel du New Jersey | Élection de 2018 du 6e district congressionnel du New Jersey | Élection de 2018 du 6e district congressionnel du New Jersey | Élection de 2018 du 6e district congressionnel du New Jersey |
| ------------------------------------------------------------ | ------------------------------------------------------------ | ------------------------------------------------------------ | ------------------------------------------------------------ | ------------------------------------------------------------ |
| Parti                                                        | Parti                                                        | Candidat                                                     | Votes                                                        | %                                                            |
|                                                              | Démocrate                                                    | Frank Pallone (sortant)                                      | 140 752                                                      | 63,6                                                         |
|                                                              | Républicain                                                  | Richard J. Pezzullo                                          | 80 443                                                       | 36,4                                                         |
| Total des votes                                              | Total des votes                                              | Total des votes                                              | 221 195                                                      | 100 %                                                        |
|                                                              | Les Démocrates conservent                                    |                                                              |                                                              |                                                              |

### 2020
| Élection de 2020 du 6e district congressionnel du New Jersey | Élection de 2020 du 6e district congressionnel du New Jersey | Élection de 2020 du 6e district congressionnel du New Jersey | Élection de 2020 du 6e district congressionnel du New Jersey | Élection de 2020 du 6e district congressionnel du New Jersey |
| ------------------------------------------------------------ | ------------------------------------------------------------ | ------------------------------------------------------------ | ------------------------------------------------------------ | ------------------------------------------------------------ |
| Parti                                                        | Parti                                                        | Candidat                                                     | Votes                                                        | %                                                            |
|                                                              | Démocrate                                                    | Frank Pallone (sortant)                                      | 199 648                                                      | 61,2                                                         |
|                                                              | Républicain                                                  | Christian Onuoha                                             | 126 760                                                      | 38,8                                                         |
| Total des votes                                              | Total des votes                                              | Total des votes                                              | 326 408                                                      | 100 %                                                        |
|                                                              | Les Démocrates conservent                                    |                                                              |                                                              |                                                              |

### 2022
| Primaire Démocrate de 2022 du 6e district congressionnel du New Jersey | Primaire Démocrate de 2022 du 6e district congressionnel du New Jersey | Primaire Démocrate de 2022 du 6e district congressionnel du New Jersey | Primaire Démocrate de 2022 du 6e district congressionnel du New Jersey | Primaire Démocrate de 2022 du 6e district congressionnel du New Jersey |
| ---------------------------------------------------------------------- | ---------------------------------------------------------------------- | ---------------------------------------------------------------------- | ---------------------------------------------------------------------- | ---------------------------------------------------------------------- |
| Parti                                                                  | Parti                                                                  | Candidat                                                               | Votes                                                                  | %                                                                      |
|                                                                        | Démocrate                                                              | Frank Pallone (sortant)                                                | 30 534                                                                 | 100                                                                    |

| Primaire Républicaine de 2022 du 6e district congressionnel du New Jersey | Primaire Républicaine de 2022 du 6e district congressionnel du New Jersey | Primaire Républicaine de 2022 du 6e district congressionnel du New Jersey | Primaire Républicaine de 2022 du 6e district congressionnel du New Jersey | Primaire Républicaine de 2022 du 6e district congressionnel du New Jersey |
| ------------------------------------------------------------------------- | ------------------------------------------------------------------------- | ------------------------------------------------------------------------- | ------------------------------------------------------------------------- | ------------------------------------------------------------------------- |
| Parti                                                                     | Parti                                                                     | Candidat                                                                  | Votes                                                                     | %                                                                         |
|                                                                           | Républicain                                                               | Susan Kiley                                                               | 10 076                                                                    | 56,8                                                                      |
|                                                                           | Républicain                                                               | Rik Metha                                                                 | 4 735                                                                     | 26,7                                                                      |
|                                                                           | Républicain                                                               | Tom Toomey                                                                | 2 913                                                                     | 16,4                                                                      |

| Élection de 2022 du 6e district congressionnel du New Jersey | Élection de 2022 du 6e district congressionnel du New Jersey | Élection de 2022 du 6e district congressionnel du New Jersey | Élection de 2022 du 6e district congressionnel du New Jersey | Élection de 2022 du 6e district congressionnel du New Jersey |
| ------------------------------------------------------------ | ------------------------------------------------------------ | ------------------------------------------------------------ | ------------------------------------------------------------ | ------------------------------------------------------------ |
| Parti                                                        | Parti                                                        | Candidat                                                     | Votes                                                        | %                                                            |
|                                                              | Démocrate                                                    | Frank Pallone (sortant)                                      | 106 238                                                      | 57,5                                                         |
|                                                              | Républicain                                                  | Susan Kiley                                                  | 75 839                                                       | 41,0                                                         |
|                                                              | Libertarien                                                  | Tara Fisher                                                  | 1361                                                         | 0,7                                                          |
|                                                              | Indépendant                                                  | Inder Soni                                                   | 647                                                          | 0,5                                                          |
|                                                              | Indépendant                                                  | Eric Antisell                                                | 534                                                          | 0,3                                                          |
| Total des votes                                              | Total des votes                                              | Total des votes                                              | 184 919                                                      | 100 %                                                        |
|                                                              | Les Démocrates conservent                                    |                                                              |                                                              |                                                              |

### 2024
| Primaire Démocrate de 2024 du 6e district congressionnel du New Jersey | Primaire Démocrate de 2024 du 6e district congressionnel du New Jersey | Primaire Démocrate de 2024 du 6e district congressionnel du New Jersey | Primaire Démocrate de 2024 du 6e district congressionnel du New Jersey | Primaire Démocrate de 2024 du 6e district congressionnel du New Jersey |
| ---------------------------------------------------------------------- | ---------------------------------------------------------------------- | ---------------------------------------------------------------------- | ---------------------------------------------------------------------- | ---------------------------------------------------------------------- |
| Parti                                                                  | Parti                                                                  | Candidat                                                               | Votes                                                                  | %                                                                      |
|                                                                        | Démocrate                                                              | Frank Pallone (sortant)                                                | 36 649                                                                 | 84,0                                                                   |
|                                                                        | Démocrate                                                              | John Hsu                                                               | 6992                                                                   | 16,0                                                                   |

| Primaire Républicaine de 2024 du 6e district congressionnel du New Jersey | Primaire Républicaine de 2024 du 6e district congressionnel du New Jersey | Primaire Républicaine de 2024 du 6e district congressionnel du New Jersey | Primaire Républicaine de 2024 du 6e district congressionnel du New Jersey | Primaire Républicaine de 2024 du 6e district congressionnel du New Jersey |
| ------------------------------------------------------------------------- | ------------------------------------------------------------------------- | ------------------------------------------------------------------------- | ------------------------------------------------------------------------- | ------------------------------------------------------------------------- |
| Parti                                                                     | Parti                                                                     | Candidat                                                                  | Votes                                                                     | %                                                                         |
|                                                                           | Républicain                                                               | Scott Fegler                                                              | 15 215                                                                    | 81,6                                                                      |
|                                                                           | Républicain                                                               | Gregg Mele                                                                | 3440                                                                      | 18,4                                                                      |

| Élection de 2024 du 6e district congressionnel du New Jersey | Élection de 2024 du 6e district congressionnel du New Jersey | Élection de 2024 du 6e district congressionnel du New Jersey | Élection de 2024 du 6e district congressionnel du New Jersey | Élection de 2024 du 6e district congressionnel du New Jersey |
| ------------------------------------------------------------ | ------------------------------------------------------------ | ------------------------------------------------------------ | ------------------------------------------------------------ | ------------------------------------------------------------ |
| Parti                                                        | Parti                                                        | Candidat                                                     | Votes                                                        | %                                                            |
|                                                              | Démocrate                                                    | Frank Pallone (sortant)                                      | TBD                                                          | TBD                                                          |
|                                                              | Républicain                                                  | Scott Fegler                                                 | TBD                                                          | TBD                                                          |
|                                                              | Indépendant                                                  | Fahad Akhtar                                                 | TBD                                                          | TBD                                                          |
|                                                              | Vert                                                         | Herb Tarbous                                                 | TBD                                                          | TBD                                                          |
|                                                              | Libertarien                                                  | Matthew Amitrano                                             | TBD                                                          | TBD                                                          |
| Total des votes                                              | Total des votes                                              | Total des votes                                              | TBD                                                          | 100 %                                                        |
|                                                              |                                                              |                                                              |                                                              |                                                              |